# Капијаго Интимијано
Капијаго Интимијано (итал. Capiago Intimiano) је насеље у Италији у округу Комо, региону Ломбардија.
Према процени из 2011. у насељу је живело 5270 становника. Насеље се налази на надморској висини од 416 м.

## Становништво
| 1931. | 1936. | 1951. | 1961. | 1971. | 1981. | 1991. | 2001. | 2011. |
| ----- | ----- | ----- | ----- | ----- | ----- | ----- | ----- | ----- |
| 1.950 | 1.956 | 2.367 | 2.844 | 3.694 | 4.262 | 4.485 | 4.839 | 5.525 |